# Пьерру, Нилла
Нилла Пьерру (швед. Nilla Pierrou, полное имя Гунилла Элисабет, швед. Gunilla Elisabet; род. 2 октября 1947, Хуфорс, лен Евлеборг) — шведская скрипачка.
Дочь музыкального педагога. Начала учиться игре на скрипке у своего отца, продолжила занятия в Бурлэнге под руководством Лилле Брора Сёдерлунда, с 14 лет училась в Стокгольмской консерватории у Свена Карпе. Окончив курс в 1966 году, затем в 1970—1972 гг. совершенствовала своё мастерство в Брюссельской консерватории под руководством Андре Гертлера. Лауреат нескольких международных конкурсов, в том числе победительница Международного конкурса имени Иоганна Себастьяна Баха в Лейпциге (1976); в 1973 г. заняла третье место на Международном конкурсе имени Вианы да Мотта в тот единственный год, когда в нём состязались скрипачи, а не пианисты.
Преподавала в 1977—2000 гг. в Маастрихтской консерватории, в 1998 г. открыла в Брюсселе собственную школу скрипачей, дав ей имя своего учителя Гертлера. В 2005 г. вернулась в Швецию, жила в Реттвике и Алингсосе.
Выступала преимущественно как камерная исполнительница, в течение 28 лет играла в дуэте с пианистом Эженом Де Канком. Записала скрипичный концерт Вильгельма Петерсона-Бергера (1967), сонаты и партиты для скрипки соло Иоганна Себастьяна Баха (1976—1977), два его же концерта BWV 1041—1042, сонаты Эдварда Грига и Брора Бекмана, ряд других пьес; в 2012 гг. различные записи Пьерру, осуществлённые в 1973—1985 гг., были перевыпущены как четверной альбом.